# Wiesław Józef Kowalski

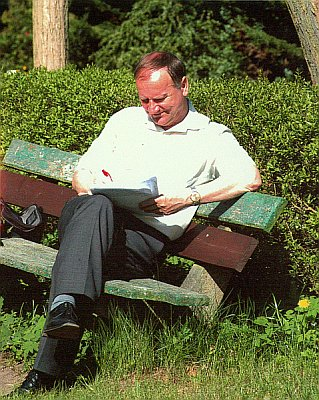
Wiesław Kowalski

Wiesław Józef Kowalski (ur. 18 września 1945 w Płocku) – polski katolicki działacz kultury, publicysta, fotograf, miłośnik Kresów Wschodnich, autor dwudziestu trzech książek i około pięciuset autorskich publikacji.

## Życiorys
Wiesław Józef Kowalski jest synem Adama (1910-1979) i Adeli (1916-2004) z domu Łukasiak. Pobierał nauki w płockich szkołach: Szkole Podstawowej nr 6; Technikum Mechanicznym przy Fabryce Maszyn Żniwnych. Poza tym uczęszczał do: 2,5 letniego Studium Oświaty i Kultury Dorosłych w Warszawie oraz ukończył studia na Wydziale Psychologiczno-Pedagogicznym Uniwersytetu Warszawskiego (UW), gdzie uzyskał dyplom magistra pedagogiki o specjalności kulturalno-oświatowej (1984).
W 1976 założył oddział Towarzystwo Przyjaźni Polsko-Indyjskiej w Płocku, zostając jego przewodniczącym. Na Uniwersytecie Warszawskim obronił pracę magisterską nt. Zainteresowania Polaków kulturą indyjską. Fascynacja Indiami zaowocowała wydaniem przez niego książki "Bliżej Indii" (Płock 1987).
W 1978 powołał Płocką Grupę Plastyków „Rama-‘79”. Za społeczną działalność plastyczną i popularyzowanie sztuk pięknych, i organizowanie wystaw prac płockich malarzy został wyróżniony odznaką "Zasłużony Działacz Kultury" oraz "Medalem Pamiątkowym" za upowszechnianie plastyki na terenie województwa płockiego.
W 1987 mieszkańcy tysiącletniego grodu spośród trzech kandydatów: Wandy Sokołowskiej, Tadeusza Kołodziejaka i Wiesława Kowalskiego, tego ostatniego wybrali Płocczaninem Roku 1987. W roku 1988 został wpisany do Złotej Księgi Zasłużonych Płocczan w płockim Ratuszu.
W latach 1984–2003 (z przerwą) pracował na stanowisku dyrektora Biura Towarzystwa Naukowego Płockiego.
W 1991 powołał Koło Czcicieli Jezusa Miłosiernego im. s. Faustyny w Płocku.
Publikował swoje artykuły m.in. w: „Notatkach Płockich”, „Tygodniku Płockim”, „Kurierze Mazowieckim”, „Nowym Tygodniku Płockim”, tygodniku "Niedziela", „Głosie Gostynińskim”, „Sygnałach Płockich”, ”Macierzy Płockiej”, „Spotkania u Jadwigi”, „Miasto Płock i Okolice” i innych.

## Publikacje
- Bliżej Indii (antologia i zbiory, jako współautor), wyd. Towarzystwo Przyjaźni Polsko-Indyjskiej. Koło w Płocku, rok wydania	1988[1]
- Płocka Grupa Plastyków "Rama-79". Płock 1989.
- Z Jezusem miłosiernym. Płock 1992.
- O Miłosierny Boże - ufamy Tobie. Płock 1993.
- Płock 2000 w fotografii Wiesława J. Kowalskiego. Wydawca: Towarzystwo Naukowe Płockie". Płock 2000.
- Słowem i światłem o Kresach. Płock 2001.
- Polichromia Płockiej katedry .Wydawca: Towarzystwo Naukowe Płockie. Płock 2001.
- Ikona Jezusa Miłosiernego. Płock 2002.
- Romowie w Płocku. Płock 2003.
- Okno na Kresy. Płock 2003.
- Płockie fascynacje: 30 lat działalności naukowo-kulturalnej na ziemi płockiej, Płock : Wydawnictwo i Poligrafia ”Iwanowski”, 2005[2]
- Dzieje obrazu z podpisem "Jezu, ufam Tobie". Płock 2006.
- "Cmentarz Orląt Lwowskich w fotografii". Rębowo 2007.
- W obronie abp. Stanisława Wielgusa płockiego patrycjusza Płock 2007.
- Cmentarz Łyczakowski i Obrońców Lwowa 1918-1920 w zimowej szacie. Wydawca Płocka Grupa Plastyków "Rama-79". Płock 2008.
- Suplement w sprawie abp. Seniora Stanisława Wielgusa. Płock 2009.
- Busko Zdrój - miasto słońca. Płock 2009.
- Mój Płock - album wspomnień ,Płock 2013, tom I. Wydawnictwo Korepetytor.
- Odkrywanie Płocka w XXI w., Płock 2013, tom II. Wydawnictwo Korepetytor.

## Wyróżnienia i nagrody
- Zasłużony Działacz Kultury (1988);
- Medal im. Mahatmy Gandhiego (1987) - za aktywną działalność w TPP-I na ziemi płockiej
- Złoty Krzyż Zasługi (1998).
- „Medal – Mater Verbi” (2000) - za pracę jako dziennikarz w tygodniku Niedziela-
- Laude Probus (2015) - Benefis 70 lat pracy społecznej dla m. Płocka